# Ỵ
Ỵ (minuskule ỵ) je speciální znak latinky zvaný Y s tečkou dole. Používá se ve vietnamštině a v přepisu thajštiny ISO 11940.
V Unicode mají Ỵ a ỵ tyto kódy:
Ỵ U+1EF4
ỵ U+1EF5